# زامارين
زامارين (بالإنجليزية: Xamarin)‏ هي تقنية للبرمجة على عدة أنظمة التشغيل بلغة برمجة واحدة، تتوفر في لغة سي شارب (C#)، شركة برمجيات زامارين تملكها مايكروسوفت، ومقرها سان فرانسيسكو، كاليفورنيا، تأسست في مايو 2011 من قبل المهندسين الذين صمّموا مشروع  مونو، وإخوانه مثل Mono for android و Mono Touch.

## أنظمة التشغيل

### أنظمة التشغيل التي يعمل عليها زامارين هي
- ويندوز (Windows) بتقنية نظام ويندوز العالمي (UWP)
- أندرويد (Android)

#### أنظمة تشغيلأبلالمدعومة
- آي أو إس (iOS)
- ماك أو إس (MacOS)
- ووتش أو إس (WatchOS)
- تي في أو إس (tvOS)

## أنظر أيضًا
- أباتشي كوردوفا